# 洗浦青年駅
洗浦青年駅（セポチョンニョンえき、세포청년역）は、朝鮮民主主義人民共和国（北朝鮮）江原道洗浦郡に位置する朝鮮民主主義人民共和国鉄道省江原線および青年伊川線の駅である。

## 歴史
- 1914年6月21日：洗浦駅として開業[1]。
- 日時不明：洗浦青年駅に改称。